# Operazione Eagle Claw
L'operazione Eagle Claw, anche nota con il nome di Evening Light, è una missione militare segreta che fu organizzata per salvare i 52 ostaggi tenuti prigionieri nell'ambasciata di Teheran. L'operazione, avviata il 24 aprile 1980, fu un fallimento così clamoroso che spinse i vertici statunitensi a creare il Comando delle Operazioni Speciali degli Stati Uniti, il Comando delle operazioni speciali dell'Esercito (alle cui dipendenze venne messa la Delta Force),  il 160º Special Operations Aviation Regiment (Night Stalkers) e il Naval Special Warfare Development Group (DEVGRU - SEAL Team Six) della Marina.
A causa del fallimento della missione gli ostaggi vennero liberati dopo 444 giorni di prigionia solo dopo lunghe trattative diplomatiche. Nonostante il presidente uscente Jimmy Carter fosse determinato a liberare gli ostaggi prima della fine del suo mandato, per ironia della sorte il loro rilascio avvenne il primo giorno della nuova presidenza Reagan il 20 gennaio 1981.

## Pianificazione
Pianificato dalla Joint Task Force (JTF) della US Navy con il nome di operazione Rice Bowl, il salvataggio degli ostaggi apparve immediatamente come una missione complessa e rischiosa. Come prima cosa si dovette individuare una zona di atterraggio sufficientemente isolata in territorio iraniano da utilizzare come zona di appoggio dove fare atterrare dei velivoli necessari per il supporto logistico e per rifornire gli elicotteri che sarebbero stati necessari a compiere la missione.
Tale zona denominata Desert One fu individuata nella provincia di Khorasan nella parte orientale del paese. Desert one doveva essere utilizzata per fare atterrare due Hercules C-130 con il compito di rifornire gli otto elicotteri RH-53D Sea Stallion dei marines, che decollati dalla portaerei nucleare USS Nimitz (CVN-68) di stanza nell'Oceano Indiano dovevano trasportare le squadre speciali per liberare gli ostaggi.
Una seconda base aerea, denominata Desert Two, dovette quindi essere individuata non troppo lontana dalla capitale Teheran. Qui si sarebbero fatti atterrare gli elicotteri in attesa dell'inizio della missione di salvataggio. Per evitare che i velivoli venissero scoperti, tutti i mezzi impiegati volarono a bassissima quota per non essere individuati dai radar iraniani e si spostarono esclusivamente nelle ore notturne. Raggiunta quindi Desert Two, nelle prime ore dell'alba del 25 aprile gli elicotteri sarebbero atterrati e sarebbero rimasti fermi per tutto il giorno in attesa che in serata iniziasse l'operazione di salvataggio.
Il piano prevedeva che le squadre incaricate di liberare gli ostaggi raggiungessero l'ambasciata via terra a bordo di veicoli forniti da agenti e collaboratori della CIA in territorio iraniano, che li avrebbero portati nei pressi dell'ambasciata. Sul posto, per tale proposito, si trovava una squadra di supporto della CIA guidata da Richard Meadows la quale, oltre a fornire il supporto necessario, avrebbe dovuto procurare tutte le informazioni necessarie affinché l'operazione andasse a buon fine.
Assaltata l'ambasciata e liberati gli ostaggi, sempre a bordo degli stessi veicoli che li avevano portati sul posto, i marines e gli ostaggi liberati si sarebbero diretti il più velocemente possibile allo stadio che si trovava nei pressi dell'ambasciata, dove gli RH-53D Sea Stallion li avrebbero prelevati per portarli alla base aerea di Manzariyeh, circa 90 chilometri a sudovest da Teheran. Nel frattempo, una unità di rangers avrebbe assunto il controllo della base aerea e avrebbe permesso ad un aereo da trasporto del tipo Lockheed C-141 Starlifter di atterrare; sul C-141 sarebbero quindi saliti i marines, i ranger e gli ostaggi per poi fuggire dal Paese.
Per evitare che le forze di polizia iraniane potessero reagire rapidamente, poco prima dell'inizio della missione altri collaboratori della CIA avrebbero sabotato le linee telefoniche e le linee elettriche, lasciando senza energia elettrica il quartiere nel quale si trovava l'ambasciata americana.

## Lo svolgimento dell'operazione
Il 24 aprile, su ordine dello stesso presidente Carter, fu avviata l'operazione di salvataggio con il decollo di otto elicotteri RH-53D Sea Stallion dalla portaerei Nimitz; questi, una volta raggiunto Desert One, avrebbero trovato i due C-130 pronti a rifornirli. Nonostante il piano fosse stato elaborato in modo minuzioso fin nei minimi dettagli, una serie di eventi in parte imprevisti, il principale dei quali un'improvvisa ed inaspettata bufera di vento nota localmente anche con il nome di haboob, ne causò il fallimento.
Dopo aver lasciato la portaerei, la sabbia levata dal vento danneggiò il rotore di un Sea Stallion, che dovette perciò effettuare un atterraggio di fortuna nel deserto, costringendo gli altri elicotteri a prendere a bordo l'equipaggio dell'elicottero non più operativo. Un secondo elicottero fu poi costretto ad invertire la rotta quando, sempre a causa della tempesta di vento, le elevate temperature raggiunte misero fuori uso la strumentazione di bordo. Un terzo degli otto elicotteri originariamente partiti accusò un malfunzionamento dell'impianto idraulico dopo che il gruppo dei sei elicotteri rimasti riuscì a raggiungere Desert One ed anch'esso dovette essere abbandonato sul posto. Gli elicotteri rimasti funzionanti a quel punto della missione erano quindi solamente cinque.
Un'ulteriore complicazione derivò dalla decisione di installare il campo Desert One nei pressi di una strada a normale percorrenza da utilizzare come pista d'atterraggio per i C-130. Quando la prima squadra di marine atterrò a Desert One ed iniziò a mettere in sicurezza il perimetro, un contrabbandiere di carburante alla guida di un'autocisterna di gasolio, pensando che il blocco stradale fosse ad opera dalla polizia iraniana, tentò la fuga. I marine, temendo che l'allontanamento del mezzo potesse compromettere la missione, tentarono di farlo desistere aprendo il fuoco con un lanciarazzi, il quale andò a colpire l'autocisterna incendiandola; le fiamme che si sprigionarono, alimentate dal gasolio, furono così intense che illuminarono a giorno la base, rendendola visibile a decine di chilometri di distanza e rischiando inoltre di rivelare la posizione degli elicotteri e dei due C-130.
Rimasti oramai con soli 5 elicotteri, quando il numero minimo richiesto dalle specifiche della missione non doveva essere inferiore a sei, un nuovo ordine direttamente impartito dal presidente Carter impose l'abbandono della missione, con conseguente rientro immediato dei mezzi coinvolti rimasti. Nel tentativo di far decollare i due C-130 che avrebbero dovuto rifornire di carburante i Sea Stallion di ritorno, il pilota di uno degli elicotteri perse l'orientamento andando ad impattare contro uno dei due aerei, con conseguente perdita dei due mezzi e di 8 membri degli equipaggi che li occupavano. Gli equipaggi degli ultimi elicotteri, convinti di trovarsi sotto attacco, abbandonarono i loro mezzi per salire a bordo del secondo C-130, che evacuò il restante personale militare.

## Conseguenze

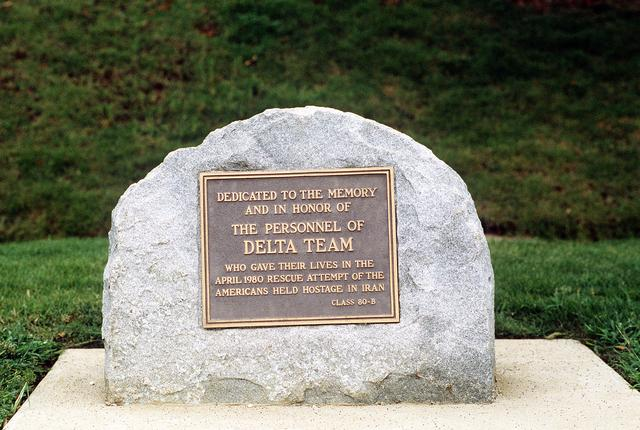
Monumento in memoria ai caduti dell' operazione Eagle Claw presso la Gunter Air Force Base in Alabama

La Casa Bianca annunciò il fallimento della missione il giorno successivo. Nel frattempo, però, gli ostaggi americani vennero prelevati da Teheran e distribuiti in varie località differenti allo scopo di evitare che fosse intrapreso un nuovo tentativo di salvataggio.
Da quanto si apprese in seguito dalla ricostruzione delle autorità iraniane, il numero di morti tra i militari americani fu confermato, come pure la morte di un civile iraniano.
Il fallimento dell'operazione, causato in parte anche dal pessimo coordinamento tra le singole forze in causa, spinse i vertici statunitensi a fondare lo United States Special Operations Command, il Comando per le operazioni speciali, il quale divenne operativo il 16 aprile 1987. Sempre al fine di sopperire alla carenza di piloti elicotteristi in grado di compiere lunghe missioni notturne a bassa quota venne istituito il 160º Special Operations Aviation Regiment.
Una seconda operazione di salvataggio, alla quale venne assegnato il nome in codice Operation Credible Sport, venne organizzata nei mesi seguenti ma non fu mai messa in atto. Per salvare gli ostaggi si era previsto di utilizzare un C-130 modificato dotato di razzi ausiliari per incrementarne la capacità STOL, ovvero diminuire la necessità di spazio per l'arresto e favorirne un più rapido decollo, permettendo al velivolo di utilizzare come pista uno stadio di calcio. Tre C-130 furono modificati a questo scopo, ma a seguito della perdita di uno dei velivoli durante una dimostrazione, il 29 ottobre 1980, nonostante questa non avesse causato perdite tra l'equipaggio, ne fu decisa la cancellazione. I restanti due velivoli, riportati alle condizioni iniziali, furono quindi rimessi in servizio.
A causa del fallimento il Chief of Naval Operations, ammiraglio James L. Holloway III, diede le dimissioni, dopo che un'inchiesta aveva dimostrato che c'erano state gravi carenze nella programmazione della missione.